# Coleophora flavicosta
Coleophora flavicosta é uma espécie de mariposa do gênero Coleophora pertencente à família Coleophoridae.